# Hansle Parchment
Hansle Parchment   (Saint Thomas, Jamaica, 17 de juny de 1990) és un atleta jamaicà especialitzat en la prova de 110 metres tanques. Ha participat en 3 Olimpíades, guanyant 2 medalles. En els Jocs Olímpics de Londres 2012, va aconseguir la medalla de bronze, sent el primer jamaicà de la història en aconseguir una medalla en aquesta prova. Amb 31 anys, va aconseguir la medalla d'or en els Jocs Olímpics de Tòquio 2020, convertint-se així en l'atleta de més edat en guanyar l'or olímpic en aquesta prova. A més ha guanyat 2 medalles en els Campionats del Món.
Parchment és llicenciat en psicologia per la Universitat de les Índies Occidentals de Kingston.

## Marques personals
| Disciplina   | Marca | Vent | Seu    | Data                   |
| ------------ | ----- | ---- | ------ | ---------------------- |
| 110m tanques | 12.93 | +0.9 | Eugene | 17 de setembre de 2023 |

## Trajectòria professional
| Jocs Olímpics     | Jocs Olímpics | Jocs Olímpics     | Jocs Olímpics |
| Any               | Seu           | Posició           | Prova         |
| ----------------- | ------------- | ----------------- | ------------- |
| 2012              | Londres       | 3                 | 110m tanques  |
| 2020              | Tòquio        | 1                 | 110m tanques  |
| 2024              | París         | 8a posició        | 110m tanques  |
| Campionat del Món |               |                   |               |
| 2013              | Moscou        | Semi-finals (DNF) | 110m tanques  |
| 2015              | Pequín        | 2                 | 110m tanques  |
| 2017              | Londres       | 8a posició        | 110m tanques  |
| 2022              | Eugene        | Final (DNS)       | 110m tanques  |
| 2023              | Budapest      | 2                 | 110m tanques  |